# Comuna Tamași, Bacău
Tamași (maghiară Tamás) este o comună în județul Bacău, Moldova, România, formată din satele Chetriș, Furnicari și Tamași (reședința).

## Așezare
Comuna se află în partea central-estică a județului, pe malul stâng al Siretului, pe malul opus față de confluența Bistriței cu acesta. Este străbătută de șoseaua județeană DJ252B, care o leagă spre nord de Buhoci și spre sud de Horgești și Pâncești. Din acest drum, la Chetriș se ramifică șoseaua județeană DJ252D, care duce spre vest peste Siret la Răcăciuni (unde se termină în DN2).

## Demografie
Componența etnică a comunei Tamași
     Români (94,32%)
     Alte etnii (0,1%)
     Necunoscută (5,58%)
Componența confesională a comunei Tamași
     Ortodocși (67,45%)
     Romano-catolici (26,07%)
     Alte religii (0,69%)
     Necunoscută (5,79%)
Conform recensământului efectuat în 2021, populația comunei Tamași se ridică la 2.885 de locuitori, în creștere față de recensământul anterior din 2011, când fuseseră înregistrați 2.738 de locuitori. Majoritatea locuitorilor sunt români (94,32%), iar pentru 5,58% nu se cunoaște apartenența etnică. Din punct de vedere confesional, majoritatea locuitorilor sunt ortodocși (67,45%), cu o minoritate de romano-catolici (26,07%), iar pentru 5,79% nu se cunoaște apartenența confesională.

## Politică și administrație
Comuna Tamași este administrată de un primar și un consiliu local compus din 13 consilieri. Primarul, Veronica Donțu[*], de la Partidul Social Democrat, este în funcție din 1 noiembrie 2024. Începând cu alegerile locale din 2024, consiliul local are următoarea componență pe partide politice:
|  | Partid                          | Consilieri | Componența Consiliului | Componența Consiliului | Componența Consiliului | Componența Consiliului | Componența Consiliului | Componența Consiliului | Componența Consiliului | Componența Consiliului | Componența Consiliului |
|  | ------------------------------- | ---------- | ---------------------- | ---------------------- | ---------------------- | ---------------------- | ---------------------- | ---------------------- | ---------------------- | ---------------------- | ---------------------- |
|  | Partidul Social Democrat        | 9          |                        |                        |                        |                        |                        |                        |                        |                        |                        |
|  | Partidul Național Liberal       | 3          |                        |                        |                        |                        |                        |                        |                        |                        |                        |
|  | Alianța pentru Unirea Românilor | 1          |                        |                        |                        |                        |                        |                        |                        |                        |                        |

## Istorie
La sfârșitul secolului al XIX-lea, comuna făcea parte din plasa Siretul de Jos a județului Bacău și era formată din satele Furnicari, Racova, Fântâneanu, Tamași, Coteni și Chetriș, având în total 1440 de locuitori. În comună funcționau o moară cu aburi, trei mori de apă, o școală mixtă deschisă în 1865 la Tamași, o biserică ortodoxă și două catolice (la Racova și Chetriș). Anuarul Socec din 1925 consemnează desființarea comunei și comasarea ei cu comuna Gioseni, care avea 2904 locuitori în satele Chetrișu, Fântâneanu, Gioseni, Racova și Tamași.
În 1950, comuna Gioseni a trecut la raionul Bacău din regiunea Bacău; în timp, reședința s-a mutat la Tamași, și a luat numele de Tamași, nume sub care a revenit în 1968 la județul Bacău, reînființat; tot atunci, satul Racova a fost desființat și comasat cu satul Tamași. Comuna Gioseni a fost reînființată în anul 2005, prin desprinderea satului Gioseni din comuna Tamași. (prin Legea nr. 67 din 23 martie 2005).